# Liga Națională de Baschet Masculin
La Liga Națională (precedentemente nota come Divizia A) è la massima serie del campionato rumeno di pallacanestro.

## Storia
Il campionato venne fondato nel 1950 durante il periodo comunista il campionato visse la lotta tra due squadre di Bucarest: la Dinamo București con 22 titoli all'attivo, e la Steaua București con 21 allori, club che però manca la vittoria dal 1991.
Recentemente difatti, a partire dal 2004, è incontrastato il dominio dell'Asesoft Ploiești che ha vinto gli 11 campionati nelle ultime dodici edizioni.

## Albo d'oro
- 1950-1951  Rapid Bucarest
- 1951-1952  Metalul București
- 1952-1953  Dinamo Bucarest
- 1953-1954  Dinamo Bucarest
- 1954-1955  Dinamo Bucarest
- 1955-1956  Steaua Bucarest
- 1956-1957  Dinamo Bucarest
- 1957-1958  Steaua Bucarest
- 1958-1959  Steaua Bucarest
- 1959-1960  Steaua Bucarest
- 1960-1961  Steaua Bucarest
- 1961-1962  Steaua Bucarest
- 1962-1963  Steaua Bucarest
- 1963-1964  Steaua Bucarest
- 1964-1965  Dinamo Bucarest
- 1965-1966  Steaua Bucarest
- 1966-1967  Steaua Bucarest
- 1967-1968  Dinamo Bucarest
- 1968-1969  Dinamo Bucarest
- 1969-1970  Dinamo Bucarest
- 1970-1971  Dinamo Bucarest
- 1971-1972  Dinamo Bucarest
- 1972-1973  Dinamo Bucarest
- 1973-1974  Dinamo Bucarest
- 1974-1975  Dinamo Bucarest
- 1975-1976  Dinamo Bucarest
- 1976-1977  Dinamo Bucarest
- 1977-1978  Steaua Bucarest
- 1978-1979  Dinamo Bucarest
- 1979-1980  Steaua Bucarest
- 1980-1981  Steaua Bucarest
- 1981-1982  Steaua Bucarest
- 1982-1983  Dinamo Bucarest
- 1983-1984  Steaua Bucarest
- 1984-1985  Steaua Bucarest
- 1985-1986  Steaua Bucarest
- 1986-1987  Steaua Bucarest
- 1987-1988  Dinamo Bucarest
- 1988-1989  Steaua Bucarest
- 1989-1990  Steaua Bucarest
- 1990-1991  Steaua Bucarest
- 1991-1992  U Cluj
- 1992-1993  U Cluj
- 1993-1994  Dinamo Bucarest
- 1994-1995  Sibiu
- 1995-1996  U Cluj
- 1996-1997  Dinamo Bucarest
- 1997-1998  Dinamo Bucarest
- 1998-1999  Sibiu
- 1999-2000  Pitești
- 2000-2001  Phoenix Arad
- 2001-2002  Phoenix Arad
- 2002-2003  Dinamo Bucarest
- 2003-2004  Asesoft Ploiești
- 2004-2005  Asesoft Ploiești
- 2005-2006  Asesoft Ploiești
- 2006-2007  Asesoft Ploiești
- 2007-2008  Asesoft Ploiești
- 2008-2009  Asesoft Ploiești
- 2009-2010  Asesoft Ploiești
- 2010-2011  U Cluj
- 2011-2012  Asesoft Ploiești
- 2012-2013  Asesoft Ploiești
- 2013-2014  Asesoft Ploiești
- 2014-2015  Asesoft Ploiești
- 2015-2016  CSM Oradea
- 2016-2017  U Cluj
- 2017-2018  CSM Oradea
- 2018-2019  CSM Oradea
- 2019-2020 non assegnato
- 2020-2021  U Cluj
- 2021-2022  U Cluj
- 2022-2023  U Cluj
- 2023-2024  U Cluj

## Vittorie per club
| Club              | Titolo | Città       | Anno                                                                       |
| ----------------- | ------ | ----------- | -------------------------------------------------------------------------- |
| Dinamo Bucarest   | 22     | Bucarest    | 1953-1955, 1957, 1965, 1968-1977, 1979, 1983, 1988, 1994, 1997, 1998, 2003 |
| Steaua Bucarest   | 21     | Bucarest    | 1956, 1958-1964, 1966, 1967, 1978, 1980-1982, 1984-1987, 1989-1991         |
| Asesoft Ploiești  | 11     | Ploiești    | 2004-2010, 2012-2015                                                       |
| U Cluj            | 9      | Cluj-Napoca | 1992, 1993, 1996, 2011, 2017, 2021, 2022, 2023, 2024                       |
| CSM Oradea        | 3      | Oradea      | 2016, 2018, 2019                                                           |
| Phoenix Arad      | 2      | Arad        | 2001, 2002                                                                 |
| Sibiu             | 2      | Sibiu       | 1995, 1999                                                                 |
| Rapid Bucarest    | 1      | Bucarest    | 1951                                                                       |
| Metalul București | 1      | Bucarest    | 1952                                                                       |
| Pitești           | 1      | Pitești     | 2000                                                                       |